# Liste der Straßen in Oberhausen-Neue Mitte

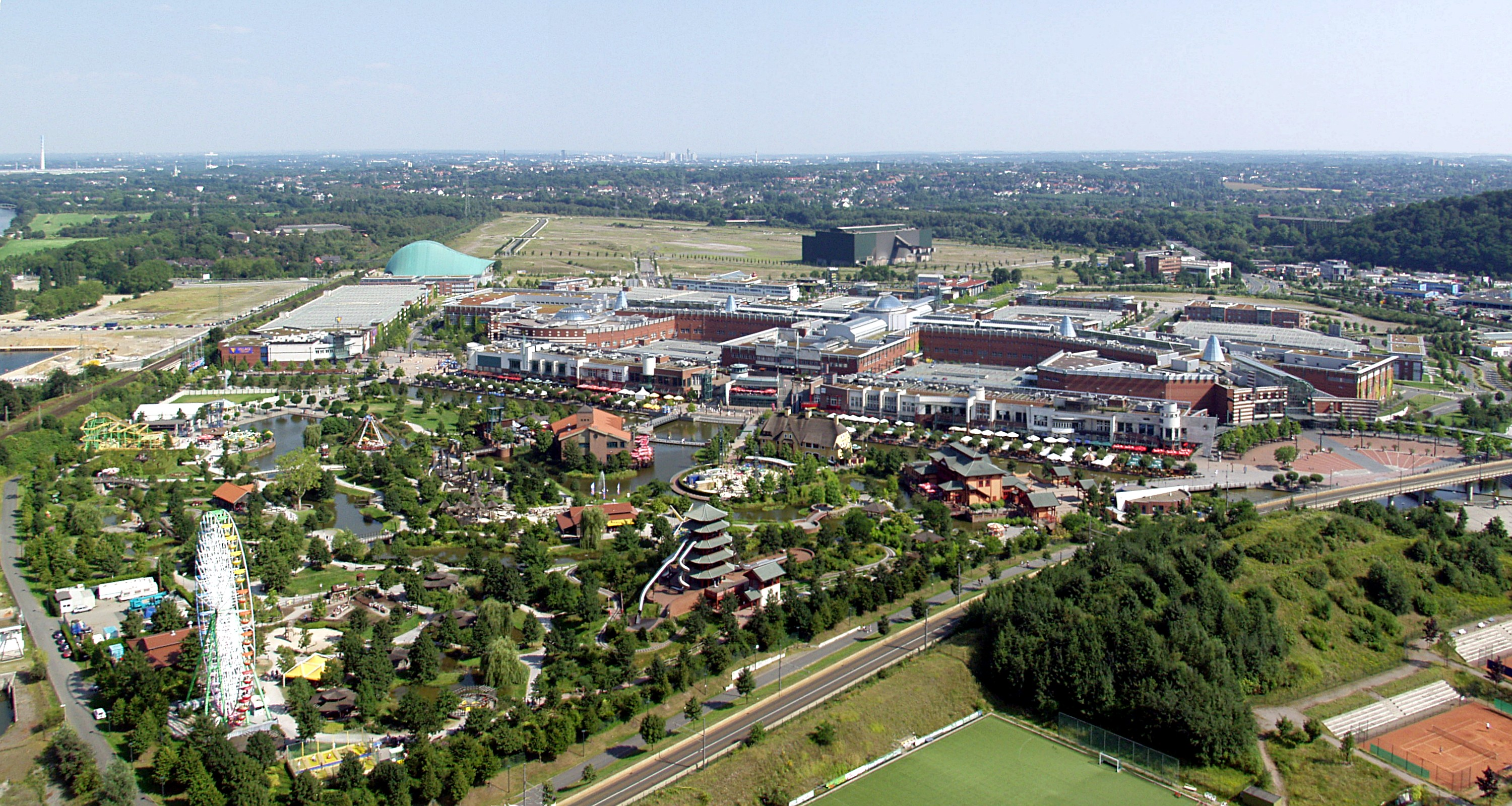
Neue Mitte Oberhausen, Gesamtansicht von oben

Die Liste der Straßen der Neuen Mitte Oberhausen beschreibt das Straßensystem im Oberhausener Stadtteil Neue Mitte mit den entsprechenden historischen Bezügen.

## Überblick
Die Neue Mitte im Sinn dieses Artikels umfasst neben der eigentlichen Neuen Mitte, dem 1994–1996 auf einem ehemaligen Gelände der Gutehoffnungshütte erbauten Einkaufszentrum Centro und dem umliegenden Gelände, auch die Gewerbegebiete „Am Technologiezentrum“ und „Max-Planck-Ring“, den Kaisergarten sowie Siedlung und Wald Grafenbusch.
So wird der Stadtteil – im Norden beginnend – im Uhrzeigersinn folgendermaßen begrenzt: Bahnstrecke Duisburg–Quakenbrück zu Sterkrade, Konrad-Adenauer-Allee zu Osterfeld-Heide, Rhein-Herne-Kanal zu Osterfeld-Mitte, Osterfelder Straße und Bahnstrecke Duisburg-Wedau–Bottrop Süd zu Borbeck, Ripshorster Straße zum Essener Stadtteil Frintrop, Bahnstrecke Duisburg–Dortmund zu Bermensfeld, dem Knappenviertel und dem Marienviertel sowie Bahnstrecke Oberhausen–Arnhem zu Lirich-Süd, Lirich und Buschhausen.
In der Neuen Mitte gibt es 28 benannte Verkehrsflächen, darunter zwei Plätze. Davon befinden sich sechs Straßen nur teilweise im Stadtteil:

Die Duisburger Straße führt über Lirich-Süd weiter bis nach Alstaden und Duisburg-Meiderich, die Essener Straße über Bermensfeld bis Essen-Frintrop und die Mülheimer Straße über das Marienviertel, die Innenstadt und Unterstyrum weiter bis nach Mülheim-Oberstyrum. Die Osterfelder Straße führt über Vonderort bis nach Osterfeld-Mitte.
Die Lindnerstraße wird in Buschhausen fortgeführt.
Durch die Neue Mitte führt die Bundesautobahn 42, die mit dem Kreuz Oberhausen-Zentrum eine Ausfahrt im nordwestlichen Teil der Neuen Mitte aufweist. Direkt nördlich davon beginnt die Bundesautobahn 516 mit der Ausfahrt „Oberhausen-Eisenheim“. Nordöstlich der Neuen Mitte befindet sich die Ausfahrt „Oberhausen-Osterfeld/Neue Mitte“ der A42.
Die zwei Bundesstraßen B223 und B 231 verlaufen in der Neuen Mitte und kreuzen sich auch hier. Zur B223 gehört der Straßenzug Mülheimer Straße – Konrad-Adenauer-Allee, zur B 231 die Essener Straße.
Folgende Straßenzüge haben den Status einer Landes- oder Kreisstraße:
- Landesstraße 450: (Beginn an der B 231) – Osterfelder Straße – weiter in Vonderort
- Landesstraße 452: (Fortführung der B 231) – Kreuzung B 223 – Duisburger Straße – weiter in Lirich-Süd
- Kreisstraße 3: (aus Buschhausen kommend) – Lindnerstraße – Ende an der B 223

## Übersicht der Straßen und Plätze
Die nachfolgende Tabelle gibt eine Übersicht über die vorhandenen Straßen, Wege und Plätze im Stadtteil sowie einige dazugehörige Informationen.
- Name: aktuelle Bezeichnung der Straße oder des Platzes.
- Länge/Maße in Metern:
- Die in der Übersicht enthaltenen Längenangaben sind gerundete Übersichtswerte, die in Google Earth mit dem dortigen Maßstab ermittelt wurden. Sie dienen Vergleichszwecken und werden, sofern amtliche Werte bekannt sind, ausgetauscht und gesondert gekennzeichnet.
Bei Plätzen sind die Maße in der Form a × b angegeben.
- Der Zusatz im Stadtteil gibt an, dass die Länge die des Straßenabschnitts innerhalb der Neuen Mitte ist, sofern die Straße in benachbarte Stadtteile weitergeführt wird.
- Der Zusatz ohne Stichstraßen gibt bei verzweigten Straßen die Länge der „Hauptstraße“ an.
- Der Zusatz (alle Straßenabschnitte zusammen) gibt an, dass die Straße so verwinkelt ist, dass keine „Hauptstraße“ besteht. Stattdessen wird die Länge aller Straßenabschnitte zusammengezählt.
- Herleitung: Ursprung oder Bezug des Namens
- Anmerkungen: zusätzliche Informationen
- Bild: Foto der Straße oder eines anliegenden Objekts

| Name                     | Länge/Maße (in Metern)                 | Herleitung                                                                                           | Datum der Benennung | Bemerkungen | Bild                                                       |
| ------------------------ | -------------------------------------- | --- | ------------------- | --- | ---------------------------------------------------------- |
| Alte Walz                | 650                                    | Spitzname des ehem. hier befindlichen Blechwalzwerks                                                 |                     | Um 1830 wurde hier ein kleines Blechwalzwerk durch die Gutehoffnungshütte errichtet, das den Namen „Walzwerk Oberhausen“ trug. Bis zu seinem Abriss in den 90er-Jahren hieß es jedoch im Volksmund „Alte Walz“, sodass die auf seinem Gelände angelegte Straße diesen Namen erhielt. Die Straße Alte Walz führt von der Essener Straße als Verlängerung von Im Lipperfeld an der Rudolf Weber-Arena vorbei zur Bushaltestelle „Neue Mitte Oberhausen“ am Platz der Guten Hoffnung, hinter der sie als Centroallee weitergeführt wird. |                                                            |
| Am Grafenbusch           | 1160 ohne Stichstraßen: 650            | Siedlung Grafenbusch                                                                                 |                     | Von 1910 bis 1922 errichtete die Gutehoffnungshütte in den ehemaligen Waldungen des Emscherbuschs eine Siedlung, die nach dem nahegelegenen Wald „Siedlung Grafenbusch“ genannt wurde. Die Straße Am Grafenbusch, die eine Seitenstraße zur Konrad-Adenauer-Allee bildet, führt durch die Siedlung bis zum Gasometer Oberhausen, einem ehemaligen Gasbehälter von 116 Metern Höhe, der heute das Wahrzeichen der Stadt Oberhausen ist.                                                                                                |                                                            |
| Am Kaisergarten          | 900                                    | Kaisergarten, Volkspark am Schloss Oberhausen                                                        | 1936                | Die Stadt Oberhausen erwarb 1896 die Grünflächen rund um das Schloss Oberhausen vom Grafen von Westerholt und entwickelte den Park zur Naherholungsanlage, die am 100. Geburtstag von Kaiser Wilhelm I. 1897 feierlich eingeweiht wurde und nach ihm den Namen „Kaisergarten“ erhielt. Die Straße Am Kaisergarten führt als Stichstraße zur Konrad-Adenauer-Allee am südlichen Parkrand vorbei. Bis 1936 hieß sie Hammerstraße. |                                                            |
| Amsterdamer Straße       | 220                                    | Amsterdam, Hauptstadt der Niederlande                                                                |                     | Der Name der Amsterdamer Straße weist sowohl auf den ersten Geschäftsführer des Centros, Hans Matthijsse hin, als auch auf die nachbarschaftliche Verbindung zu Holland. Die Amsterdamer Straße führt von der Centroallee zum Brammenring. |                                                            |
| Arenastraße              | 550                                    | Rudolf Weber-Arena                                                                                   |                     | Die Arenastraße liegt westlich der Rudolf Weber-Arena und führt zu den Parkplätzen. | Rudolf Weber-Arena an der Arenastraße                      |
| Brammenring              | 2600                                   | Bramme, Block aus gegossenem Stahl                                                                   |                     | Der Brammenring ist ein Gewerbegebiet östlich der Osterfelder Straße. |                                                            |
| Brüsseler Straße         | 100                                    | Brüssel, Hauptstadt von Belgien und Hauptsitz der Europäischen Union                                 |                     | Der Name soll auf den westeuropäischen, internationalen Charakter des Centros und der Neuen Mitte hinweisen. Die Brüsseler Straße verbindet Centroallee und Essener Straße. |                                                            |
| Centroallee              | 1100                                   | Centro, Einkaufszentrum und Herzstück der Neuen Mitte                                                |                     | Die Centroallee umschließt halbkreisförmig das Kernstück des Centros, sie beginnt am Platz der Guten Hoffnung als Fortsetzung der Alten Walz und führt bis zum Luise-Albertz-Platz. | Das gesamte Centro                                         |
| Duisburger Straße        | 800 im Stadtteil                       | Duisburg, Nachbarstadt                                                                               | 1892                | Die Duisburger Straße ist die Fortsetzung der Essener Straße hinter der Mülheimer Straße in westliche Richtung, sie führt über Lirich-Süd und Alstaden nach Duisburg und trägt daher diesen Namen. Bis 1892 hieß sie Meiderich-Steeler Provinzialstraße. |                                                            |
| Essener Straße           | 1500 im Stadtteil                      | Essen, Nachbarstadt                                                                                  | 1892                | Die Essener Straße führt als Fortsetzung der Duisburger Straße hinter der Mülheimer Straße in östliche Richtung, am Centro vorbei und durch Bermensfeld bis nach Essen, weshalb sie nach der Nachbarstadt Oberhausens benannt ist. Bis 1892 war sie Teil der Meiderich-Steeler Provinzialstraße. | Werksgasthaus der Gutehoffnungshütte an der Essener Straße |
| Europaallee              | 170                                    | Europa                                                                                               |                     | Der Name „Europaallee“ soll auf den internationalen, europäischen Charakter des Centros und der Neuen Mitte hinweisen. Die Europaallee verbindet Centroallee und Brammenring. |                                                            |
| Heinz-Schleußer-Straße   | 180                                    | Heinz Schleußer, 1936–2000, Oberhausener Politiker der SPD, Finanzminister von Nordrhein-Westfalen   |                     | Die Heinz-Schleußer-Straße liegt direkt an der Heinz-Schleußer-Marina und trägt daher diesen Namen. Sie ist eine Stichstraße zu Zum Aquarium. |                                                            |
| Im Lipperfeld            | 1300                                   | „Lipperfeld“, Teilgebiet der Lipper Heide                                                            |                     | Vor der Industrialisierung befand sich hier die Lipper Heide, deren mittleres Gebiet das „Lipperfeld“ genannt wurde. Die Straße Im Lipperfeld führt von der Essener Straße südwärts und dann in einem Bogen wieder auf sie zurück, sie erschließt so das heute hier befindliche „Gewerbegebiet am Technologiezentrum“. |                                                            |
| Konrad-Adenauer-Allee    | 1400                                   | Konrad Adenauer, 1876–1967, erster Bundeskanzler von Deutschland                                     | 7. April 1993       | Die Konrad-Adenauer-Allee ist die Fortsetzung der Mülheimer Straße hinter der Duisburger/Essener Straße. Sie führt nordwärts aus der Neuen Mitte am Schloss Oberhausen vorbei zur Bundesautobahn 516 in Richtung Sterkrade. Auf ihr verläuft die Bundesstraße 223. Bis 1993 hieß sie Sterkrader Straße, davor bis 1892 Düsseldorf-Münstersche Provinzialstraße. | Schloss Oberhausen an der Konrad-Adenauer-Allee            |
| Lindnerstraße            | 1200                                   | Gustav Adolf Lindner, 1828–1887, tschechischer Pädagoge                                              | 1963                | Die Lindnerstraße kommt aus Buschhausen und führt am Stadion Niederrhein vorbei parallel zur Emscher bis zur Konrad-Adenauer-Allee, hinter der sie endet. Bis 1963 hieß sie auf diesem Teilstück Grafenbuschstraße. |                                                            |
| Luise-Albertz-Platz      | 55x45                                  | Luise Albertz, 1901–1979, Politikerin der SPD und Oberbürgermeisterin von Oberhausen                 |                     | Der Luise-Albertz-Platz schließt das östliche Teilstück der Promenade am Kinozentrum und der Coca-Cola-Oase ab. Er ist nach der langjährigen Oberbürgermeisterin von Oberhausen (1946–1948, nochmal 1956–1975), Luise Albertz, benannt. | Luftbild Luise-Albertz-Platz                               |
| Marie-Juchacz-Weg        | 90                                     | Marie Juchacz, 1879–1956, deutsche Politikerin und Frauenrechtlerin, Gründerin der Arbeiterwohlfahrt | 11. September 2019  | Der Marie-Juchacz-Weg ist eine kleine Stichstraße zur Essener Straße, an der sich der Sitz der Oberhausener Arbeiterwohlfahrt befindet. |                                                            |
| Max-Planck-Ring          | 1960 (alle Straßenabschnitte zusammen) | Max Planck, 1858–1947, Physiker und Nobelpreisträger                                                 |                     | Der Max-Planck-Ring erschließt das gleichnamige Gewerbegebiet zwischen Duisburger und Mülheimer Straße. |                                                            |
| Middlesbroughstraße      | 90                                     | Middlesbrough, Partnerstadt von Oberhausen                                                           |                     | Die Middlesbroughstraße führt als Stichstraße zur Centroallee zu Parkhäusern des Einkaufszentrums. |                                                            |
| Mülheimer Straße         | 650 im Stadtteil                       | Mülheim an der Ruhr, Nachbarstadt                                                                    | 1892                | Die Mülheimer Straße führt als Verlängerung der Konrad-Adenauer-Allee hinter der Duisburger/Essener Straße südwärts durch das Marienviertel, die Innenstadt und Styrum bis nach Mülheim, weshalb sie diesen Namen trägt. An ihr befinden sich der Wasserturm Oberhausen und das Technologiezentrum Oberhausen (TZU). Bis 1892 hieß die Straße Düsseldorf-Münstersche Provinzialstraße. | Mülheimer Straße · Wasserturm an der Mülheimer Straße      |
| Musikweg                 | 140                                    | Hier steht das Metronom Theater.                                                                     |                     | Der Musikweg zweigt von der Centroallee am Metronomtheater ab und endet am Bahndamm. | Metronomtheater am Musikweg                                |
| Osterfelder Straße       | 1200 im Stadtteil                      | Osterfeld, Nachbarstadtteil                                                                          | 1936                | Die Osterfelder Straße führt von der Essener Straße nordostwärts durch Vondern bis nach Osterfeld, weshalb sie diesen Namen trägt. Bis 1936 hieß sie Emscherstraße. |                                                            |
| Platz der Guten Hoffnung | 50x30                                  | Gutehoffnungshütte                                                                                   |                     | Auf dem Gelände des Centros befanden sich früher die Hochöfen, Stahl- und Walzwerke der Gutehoffnungshütte, nach der der Platz zwischen der Bushaltestelle „Neue Mitte Oberhausen“ und der Promenade benannt ist. | Platz der Guten Hoffnung                                   |
| Promenade                | 450                                    | als Flaniermeile ausgelegt                                                                           |                     | Die Promenade ist die Flaniermeile zwischen dem Gastronomiebereich des Centros und dem offenen Gewässer am Freizeitpark. Sie führt vom Platz der Guten Hoffnung zum Luise-Albertz-Platz. |                                                            |
| Sheffieldstraße          | 140                                    | Sheffield, Geburtsort des Investors des Centro, Eddie Healey                                         |                     | Die Sheffieldstraße ist eine kleine Stichstraße zur Centroallee, die zu Parkhäusern des Einkaufszentrums führt. |                                                            |
| Wilhelm-Bettinger-Weg    | 50                                     | Wilhelm Bettinger, 1903–1982, Oberhausener Widerstandskämpfer                                        |                     | Wilhelm Bettinger war ein Oberhausener Widerstandskämpfer, der von 1933 bis 1939 inhaftiert war. Er machte es sich in der Nachkriegszeit zur Aufgabe, junge Menschen über die Zeit des Nationalsozialismus aufzuklären und führte viele Schulklassen durch die Ausstellungen im Schloss Oberhausen. Der nach ihm benannte Weg führt von der Konrad-Adenauer-Allee in den Kaisergarten, am Schloss Oberhausen vorbei. |                                                            |
| Zum Aquarium             | 600                                    | Sea Life Centre Oberhausen                                                                           |                     | Zum Aquarium führt am Aquapark Oberhausen vorbei bis zur Heinz-Schleußer-Marina und dem dort befindlichen Sea Life-Aquarium. | Heinz-Schleußer-Marina mit Sea Life Centre                 |
| Zur Eisenhütte           | 450                                    | ehem. Eisenhüttenwerk „Oberhausen II“                                                                |                     | Zur Eisenhütte führt im Gewerbegebiet am Technologiezentrum von der Straße Im Lipperfeld weg und wieder zu ihr zurück. Hier befand sich von 1907 bis 1980 das Eisenhüttenwerk „Oberhausen II“. |                                                            |